# Laura Nicholls
Laura Nicholls González (Santander, 26 febbraio 1989) è un'ex cestista spagnola.

## Carriera
Con la Spagna ha disputato due edizioni dei Giochi olimpici (Pechino 2008, Rio de Janeiro 2016), tre dei Campionati mondiali (2010, 2014, 2018) e sei dei Campionati europei (2009, 2011, 2013, 2015, 2017, 2019).